# Gnypeta floridana
Gnypeta floridana är en skalbaggsart som beskrevs av Thomas Casey 1906. Gnypeta floridana ingår i släktet Gnypeta och familjen kortvingar. Inga underarter finns listade i Catalogue of Life.